# Claude de France

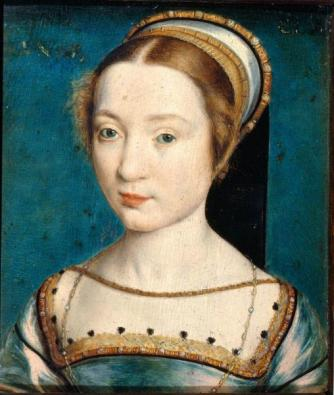
Claude von Frankreich im Jugendalter

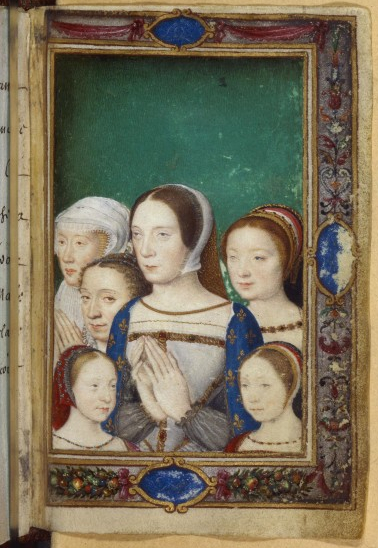
Claude de France mit ihren Töchtern Charlotte, Madeleine und Marguerite sowie ihrer Schwester Renée (vorne rechts) und Eleonore von Kastilien (1498–1558) (hinten links)

Claude de France (* 13. Oktober 1499 in Romorantin; † 20. Juli 1524 in Blois), deutsch „Claudia von Frankreich“, aus dem Haus Valois war die älteste Tochter des französischen Königs Ludwig XII. und durch Heirat mit dessen Thronfolger, seinem Cousin Franz I., Königin von Frankreich. Sie trug auch die Titel einer Gräfin von Soissons und einer Herzogin der Bretagne.

## Leben
Die Tochter König Ludwigs XII. von Frankreich und dessen zweiter Ehefrau Anne de Bretagne, somit Prinzessin von Frankreich, trug ferner die Titel Gräfin von Soissons, Blois, Coucy, Étampes und Montfort. Sie war kränklich und von Kindheit an gehbehindert. Ihre Mutter hatte in ihren beiden Ehen zehn weitere Kinder geboren, von denen aber außer Claude nur ihre elf Jahre jüngere Schwester Renée das Erwachsenenalter erreichte.
Anne de Bretagne verlobte ihre Tochter früh mit Karl von Luxemburg, um die Bretagne nicht an Frankreich fallen zu lassen. Diese vertraglich vereinbarte Ehe wurde jedoch auf Drängen von Luise von Savoyen 1505 annulliert und Claude 1506 Luises Sohn Franz von Orléans-Angoulême versprochen, einen königlichen Cousin, der französischer Thronanwärter war, weil der König keinen Sohn hatte. Zwischen Louise de Savoie und Anne de Bretagne herrschte darum Feindschaft, sodass Claude erst nach dem Tod ihrer Mutter mit Franz vermählt wurde. Die Heirat fand am 18. Mai 1514 in der Kapelle des Schlosses Saint-Germain-en-Laye statt. Neben ihrer Popularität und einem festeren Anspruch auf den Thron brachte Claude die Bretagne als Erbgut in die Ehe ein.
Nach dem Tod ihres Vaters am 1. Januar 1515 wurde Franz I. König von Frankreich und Claude seine Königin. Die junge Königin zeigte sich mehr an Religion als an Politik interessiert. In neun Jahren Ehe gebar sie acht Kinder.
Claude starb im Juli 1524 im Alter von vierundzwanzig Jahren. Sie wurde in der Grablege der französischen Könige, der Basilika Saint-Denis, beigesetzt. Bei der Plünderung der Königsgräber von Saint-Denis während der Französischen Revolution wurde ihr Grab am 20. Oktober 1793 geöffnet und geplündert; ihre Überreste wurden in einem Massengrab außerhalb der Kirche beerdigt.

## Nachkommen

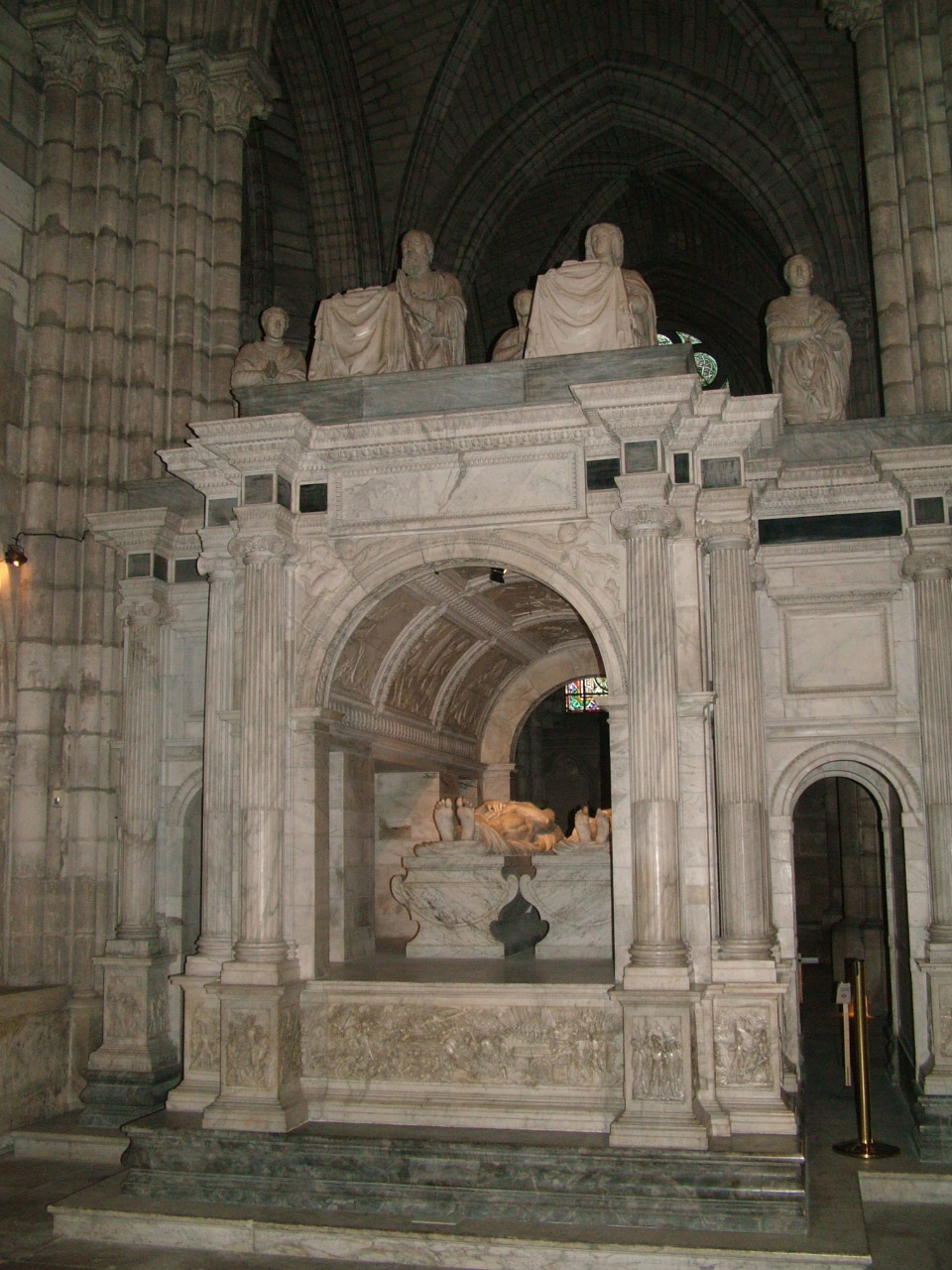
Grabmal Franz’ I. und Königin Claude

Aus der Ehe mit Franz I. gingen acht Kinder hervor:
- Louise (* 19. August 1515; † 21. September 1517)
- Charlotte (* 23. Oktober 1516; † 18. September 1524)
- François (* 28. Februar 1518; † 10. August 1536), 1524 Herzog der Bretagne
- Henri (* 31. März 1519; † 10. Juli 1559), König von Frankreich
- Madeleine (* 10. August 1520; † 7. Juli 1537), ⚭ Jakob V. von Schottland
- Charles (* 22. Januar 1522; † 9. September 1545), Herzog von Angoulême (1531–1545), Herzog von Orléans (1536–1545), Herzog von Châtellerault, Graf von Clermont-en-Beauvaisis und la Marche (1540–1545), Herzog von Bourbon (1544–1545)
- Marguerite (* 5. Juni 1523; † 15. September 1574), ⚭ Herzog Emanuel Philibert von Savoyen
- Philippe (*/† 1524)

## Sonstiges
Die Pflaumen-Unterart bzw. Sortengruppe Reineclaude (Reine Claude = „Königin Claudia“) soll ihr zu Ehren benannt worden sein.